# Skalahauar
Skalahauar är ett naturreservat i Fårö socken i Region Gotland på Gotland.
Området är naturskyddat sedan 1967 och är 29 hektar stort. Reservatet består av flygsand och sanddyner. 